# Xantos de Lídia
Xantos (en grec antic: Ξάνθος, llatí: Xanthus) fou un historiador de l'antiga Grècia natural de Sardes (Lídia) del segle v aC.
La Suda diu que el seu pare, Candaules, era natural de Sardes, però no hi ha raons per creure la veracitat d'aquesta informació; Estrabó, per la seva banda, afirma que era de Lídia, però que no té clar si era de Sardes. D'altra banda, es desconeix la data del seu naixement: la Suda diu que va néixer «quan els jonis capturaren Sardes», cosa que el situaria cap al 499 aC, però és una data massa antiga per conciliar-la amb el que diu Dionisi d'Halicarnàs, que el fa molt poc anterior a la Guerra del Peloponnès, començada el 431 aC, i encara viu a l'època de Tucídides. A més, segons Èfor de Cumes, era lleugerament anterior a Heròdot, que es diu que el va tenir com a referència.
Més que historiador, cal considerar-lo més aviat un logògraf. Hom li atribueix una Història de Lídia (Λυδιακὰ) en quatre llibres, que es va conservar en un epítom fet per un tal Menip, del qual en queden importants fragments, encara que segurament modificats al llarg dels temps. Dionisi d'Halicarnàs, que l'elogia, i altres autors esmenten l'obra, i diuen que, a més de la història del seu país, feia referència a la gent i als costums, però molt barrejat amb elements mítics i meravellosos.
Va escriure també un llibre sobre la religió màgica (Μαγικά), segons Climent d'Alexandria i Diògenes Laerci, qui també li atribueix un altre llibre sobre la vida d'Empèdocles, però podria correspondre a un altre escriptor del mateix nom.